# فرودگاه صحرایی مالمشیم
فرودگاه صحرایی مالمشیم (به انگلیسی: Malmsheim Airfield) (به زبان بومی: Flugplatz Malmsheim) یک فرودگاه نظامی و خصوصی است که یک باند فرود بتن دارد و طول باند آن ۸۰۰ متر است. این فرودگاه در شهر رنینگن کشور آلمان قرار دارد و در ارتفاع ۴۵۰ متری از سطح دریا واقع شده است.